# Jan van Croÿ
Jan van Croÿ (Frans: Jean de Croÿ) (?, ? - Bergen?, 9 juni 1581) was de tweede graaf van Rœulx, stadhouder van Vlaanderen in de jaren 1572-1577, en daarna stadhouder van Namen.
Jan sloeg in 1572 een aanval van Watergeuzen op Brugge af, maar verloor Oudenaarde en Dendermonde aan de Bosgeuzen van Jacob Blommaert en de soldaten van Willem van Oranje.
In november 1576 trad hij op tegen muiterij in de Spaanse gelederen, en belegerde daarbij het Spanjaardenkasteel in Gent. In deze toestand vroeg hij steun aan de opstandige edelen onder leiding van Oranje, die de Pacificatie van Gent sloten op 8 november, om eerst samen de muiters te verslaan alvorens de onderlinge verhouding van koningsgezinden en opstandelingen te herbepalen. Op 10 november namen Waalse en orangistische troepen het Gentse kasteel in.

Wapen van
Jan van Croÿ

Toen Don Juan van Oostenrijk in de Nederlanden aankwam als nieuwe landvoogd ter vervanging van de in maart onverwacht overleden Requesens, was Jan een van de eersten die zijn zijde koos en zich wederom schikte onder het gezag van de Spaanse koning. Hij werd benoemd tot stadhouder van Namen nadat Don Juan de Naamse citadel innam in 1577. Hij heroverde nog delen van Henegouwen en Brabant onder Don Juan en zijn opvolger Alexander Farnese, de hertog van Parma.

## Voorouders
| Voorouders van Jan van Croÿ | Voorouders van Jan van Croÿ                                       | Voorouders van Jan van Croÿ                                       | Voorouders van Jan van Croÿ                                      | Voorouders van Jan van Croÿ                                      | Voorouders van Jan van Croÿ                                                | Voorouders van Jan van Croÿ                                                | Voorouders van Jan van Croÿ                               | Voorouders van Jan van Croÿ                               |
| --------------------------- | ----------------------------------------------------------------- | ----------------------------------------------------------------- | ---------------------------------------------------------------- | ---------------------------------------------------------------- | -------------------------------------------------------------------------- | -------------------------------------------------------------------------- | --------------------------------------------------------- | --------------------------------------------------------- |
| Overgrootouders             | Jan III van Croÿ (1435-1505) ∞ Johanna van Crésecques (1460-1500) | Jan III van Croÿ (1435-1505) ∞ Johanna van Crésecques (1460-1500) | Guy van Brimeu (1433-1476) ∞ Antoinette van Rambures (1470-1556) | Guy van Brimeu (1433-1476) ∞ Antoinette van Rambures (1470-1556) | Johan III van Melun (1460-1504) ∞ Isabelle van Luxemburg-Saint Pol (1475-) | Johan III van Melun (1460-1504) ∞ Isabelle van Luxemburg-Saint Pol (1475-) | Gaston II van Foix (1450-1500) ∞ Isabelle d'Albret (-)    | Gaston II van Foix (1450-1500) ∞ Isabelle d'Albret (-)    |
| Grootouders                 | Ferry van Croÿ (1470-1524) ∞ 1495 Lamberte de Brimeu (-1509)      | Ferry van Croÿ (1470-1524) ∞ 1495 Lamberte de Brimeu (-1509)      | Ferry van Croÿ (1470-1524) ∞ 1495 Lamberte de Brimeu (-1509)     | Ferry van Croÿ (1470-1524) ∞ 1495 Lamberte de Brimeu (-1509)     | Frans van Melun (1495-1547) ∞ Louise van Foix (1495-1534)                  | Frans van Melun (1495-1547) ∞ Louise van Foix (1495-1534)                  | Frans van Melun (1495-1547) ∞ Louise van Foix (1495-1534) | Frans van Melun (1495-1547) ∞ Louise van Foix (1495-1534) |
| Ouders                      | Adriaan van Croÿ (1475-1553) ∞ Claudia van Melun (-1509)          | Adriaan van Croÿ (1475-1553) ∞ Claudia van Melun (-1509)          | Adriaan van Croÿ (1475-1553) ∞ Claudia van Melun (-1509)         | Adriaan van Croÿ (1475-1553) ∞ Claudia van Melun (-1509)         | Adriaan van Croÿ (1475-1553) ∞ Claudia van Melun (-1509)                   | Adriaan van Croÿ (1475-1553) ∞ Claudia van Melun (-1509)                   | Adriaan van Croÿ (1475-1553) ∞ Claudia van Melun (-1509)  | Adriaan van Croÿ (1475-1553) ∞ Claudia van Melun (-1509)  |
| Jan van Croÿ (1545-1581)    |                                                                   |                                                                   |                                                                  |                                                                  |                                                                            |                                                                            |                                                           |                                                           |